# Чемпіонат світу з футболу 2010 (кваліфікаційний раунд, КАФ)
Відбірковий турнір до Чемпіонату світу з футболу (Африка) — кваліфікаційний турнір в Африканській зоні за право брати участь в Чемпіонаті світу з футболу, що відбудеться в Південно-Африканській Республіці. Цей турнір одночасно є відбірковим змаганням до Кубка африканських націй 2010, фінальна частина якого пройде в Анголі. 
У кваліфікації взяло участь 53 національні збірні з футболу. Однак, через присутність господарів двох цих змагань, в кожному із відбіркових турнірів взяло участь 52 команди. Збірна ПАР автоматично кваліфікувалась як команда-господар Чемпіонату світу,  збірна Анголи — як команда-господар Кубка африканських націй.

## Перший раунд
У першому раунді брали участь 10 національних збірнихіз найнижчим рейтингом (відповідно до рейтингу ФІФА) станом на липень 2007 року. 
Результати жеребкування:
- Мадагаскар v  Коморські Острови
- Сомалі v  Есватіні
- Сан-Томе і Принсіпі v  ЦАР
- Сьєрра-Леоне v  Гвінея-Бісау
- Сейшельські Острови v  Джибуті

Збірні Сан Томе і Принсипі та ЦАР знялись зі змагань. У результаті збірні Свазіленду та Сейшельських островів (команди із найвищим рейтингом серед десяти учасників першого раунду) брали участь із другого раунду кваліфікації, а збірні Джибуті та Сомалі зіграли матчі цього раунду між собою.
Переможця в протистоянні між збірними Джибуті та Сомалі визначали за результатами одного матчу, оскільки Сомалі не відповідало критеріям проведення матчів під  егідою ФІФА.
| Команда 1    | Заг. | Команда 2         | 1-й матч | 2-й матч |
| ------------ | ---- | ----------------- | -------- | -------- |
| Мадагаскар   | 10:2 | Коморські Острови | 6:2      | 4:0      |
| Джибуті      | 1:0  | Сомалі            | 1:0      | —        |
| Сьєрра-Леоне | 1:0  | Гвінея-Бісау      | 1:0      | 0:0      |

## Другий раунд
Під час жеребкування, що відбулось 25 листопада 2007 року в Дурбані, ПАР, 48 учасників другого раунду було розділено між чотирма кошиками.

### Жеребкування
Групи складались із однієї команди з кожного кошика. 
| Кошик A | Кошик B | Кошик C | Кошик D |
| --- | --- | --- | --- |
| Камерун · Нігерія · Кот-д'Івуар · Марокко · Гана · Туніс · Єгипет · Гвінея · Сенегал · Малі · Ангола · Того | Замбія · ПАР · Кабо-Верде · ДР Конго · Алжир · Буркіна-Фасо · Бенін · Мозамбік · Лівія · Ефіопія · Конго · Зімбабве | Уганда · Ботсвана · Екваторіальна Гвінея · Танзанія · Габон · Малаві · Судан · Бурунді · Ліберія · Руанда · Еритрея · Намібія | Гамбія · Мавританія · Кенія · Чад · Лесото · Маврикій · Нігер · Есватіні · Сейшельські Острови · Сьєрра-Леоне · Мадагаскар · Джибуті |

### Група 1
| М  | Команда    | І | В | Н | П | МЗ | МП | РМ  | О  |
| -- | ---------- | - | - | - | - | -- | -- | --- | -- |
| 1. | Камерун    | 6 | 5 | 1 | 0 | 14 | 2  | +12 | 16 |
| 2. | Кабо-Верде | 6 | 3 | 0 | 3 | 7  | 8  | −1  | 9  |
| 3. | Танзанія   | 6 | 2 | 2 | 2 | 9  | 6  | +3  | 8  |
| 4. | Маврикій   | 6 | 0 | 1 | 5 | 3  | 17 | −14 | 1  |

### Група 2
| М  | Команда  | І | В | Н | П | МЗ | МП | РМ | О  |
| -- | -------- | - | - | - | - | -- | -- | -- | -- |
| 1. | Гвінея   | 6 | 3 | 2 | 1 | 9  | 5  | +4 | 11 |
| 2. | Кенія    | 6 | 3 | 1 | 2 | 8  | 5  | +3 | 10 |
| 3. | Зімбабве | 6 | 1 | 3 | 2 | 4  | 6  | −2 | 6  |
| 4. | Намібія  | 6 | 2 | 0 | 4 | 7  | 12 | −5 | 6  |

### Група 3
| М  | Команда | І | В | Н | П | МЗ | МП | РМ | О  |
| -- | ------- | - | - | - | - | -- | -- | -- | -- |
| 1. | Бенін   | 6 | 4 | 0 | 2 | 12 | 8  | +4 | 12 |
| 2. | Ангола  | 6 | 3 | 1 | 2 | 11 | 8  | +3 | 10 |
| 3. | Уганда  | 6 | 3 | 1 | 2 | 8  | 9  | −1 | 10 |
| 4. | Нігер   | 6 | 1 | 0 | 5 | 5  | 11 | −6 | 3  |

Збірна Анголи автоматично кваліфікувалась як команда-господар Кубка африканських націй 2010.  Однак, для неї діяли ті самі умови для проходження в наступний раунд кваліфікації до Чемпіонату світу що і для інших команд.

### Група 4
| М  | Команда              | І | В | Н | П | МЗ | МП | РМ  | О  |
| -- | -------------------- | - | - | - | - | -- | -- | --- | -- |
| 1. | Нігерія              | 6 | 6 | 0 | 0 | 11 | 1  | +10 | 18 |
| 2. | ПАР                  | 6 | 2 | 1 | 3 | 5  | 5  | 0   | 7  |
| 3. | Сьєрра-Леоне         | 5 | 2 | 1 | 2 | 4  | 8  | −4  | 7  |
| 4. | Екваторіальна Гвінея | 6 | 1 | 0 | 5 | 4  | 10 | −6  | 3  |

Збірна ПАР автоматично кваліфікувалась як команда-господар Чемпіонату світу. Однак для неї діяли ті самі умови для проходження в наступний раунд кваліфікації до Кубка націй що і для інших команд.

### Група 5
| М  | Команда | І | В | Н | П | МЗ | МП | РМ  | О  |
| -- | ------- | - | - | - | - | -- | -- | --- | -- |
| 1. | Гана    | 6 | 4 | 0 | 2 | 11 | 5  | +6  | 12 |
| 2. | Габон   | 6 | 4 | 0 | 2 | 8  | 3  | +5  | 12 |
| 3. | Лівія   | 6 | 4 | 0 | 2 | 7  | 4  | +3  | 12 |
| 4. | Лесото  | 6 | 0 | 0 | 6 | 2  | 16 | −14 | 0  |

### Група 6
| М  | Команда | І | В | Н | П | МЗ | МП | РМ | О  |
| -- | ------- | - | - | - | - | -- | -- | -- | -- |
| 1. | Алжир   | 6 | 3 | 1 | 2 | 7  | 4  | +3 | 10 |
| 2. | Гамбія  | 6 | 2 | 3 | 1 | 6  | 3  | +3 | 9  |
| 3. | Сенегал | 6 | 2 | 3 | 1 | 9  | 7  | +2 | 9  |
| 4. | Ліберія | 6 | 0 | 3 | 3 | 4  | 12 | −8 | 3  |

### Група 7
| М  | Команда     | І | В | Н | П | МЗ | МП | РМ | О  |
| -- | ----------- | - | - | - | - | -- | -- | -- | -- |
| 1. | Кот-д'Івуар | 6 | 3 | 3 | 0 | 10 | 2  | +8 | 12 |
| 2. | Мозамбік    | 6 | 2 | 2 | 2 | 7  | 5  | +2 | 8  |
| 3. | Мадагаскар  | 6 | 1 | 3 | 2 | 2  | 7  | −5 | 6  |
| 4. | Ботсвана    | 6 | 1 | 2 | 3 | 3  | 8  | −5 | 5  |

### Група 8
| М  | Команда    | І | В | Н | П | МЗ | МП | РМ  | О |
| -- | ---------- | - | - | - | - | -- | -- | --- | - |
| 1. | Марокко    | 4 | 3 | 0 | 1 | 11 | 5  | +6  | 9 |
| 2. | Руанда     | 4 | 3 | 0 | 1 | 7  | 3  | +4  | 9 |
| 3. | Мавританія | 4 | 0 | 0 | 4 | 2  | 12 | −10 | 0 |

12 вересня 2008 FIFA ухвалило рішення про виключення 
збірної Ефіопії з відбіркових матчів до Чемпіонату світу 

### Група 9
| М  | Команда             | І | В | Н | П | МЗ | МП | РМ  | О  |
| -- | ------------------- | - | - | - | - | -- | -- | --- | -- |
| 1. | Буркіна-Фасо        | 6 | 5 | 1 | 0 | 14 | 5  | +9  | 16 |
| 2. | Туніс               | 6 | 4 | 1 | 1 | 11 | 3  | +8  | 13 |
| 3. | Бурунді             | 6 | 2 | 0 | 4 | 5  | 9  | −4  | 6  |
| 4. | Сейшельські Острови | 6 | 0 | 0 | 6 | 4  | 17 | −13 | 0  |

### Група 10
| М  | Команда | І | В | Н | П | МЗ | МП | РМ | О  |
| -- | ------- | - | - | - | - | -- | -- | -- | -- |
| 1. | Малі    | 6 | 4 | 0 | 2 | 13 | 8  | +5 | 12 |
| 2. | Судан   | 6 | 3 | 0 | 3 | 9  | 9  | 0  | 9  |
| 3. | Конго   | 6 | 3 | 0 | 3 | 7  | 8  | −1 | 9  |
| 4. | Чад     | 6 | 2 | 0 | 4 | 7  | 11 | −4 | 6  |

Збірна Чаду була дискваліфікована з кваліфікації до Кубка африканських націй 2010. В залік брались до уваги тільки матчі між збірними Малі, Судану та Конго. Не зважаючи на це Чад мав право брати участь у кваліфікаційномі турнірі до Чемпіонату світу 2010.
Для кваліфікаційного турніру Кубка африканських націй:
| М  | Команда | І | В | Н | П | МЗ | МП | РМ | О |
| -- | ------- | - | - | - | - | -- | -- | -- | - |
| 1. | Малі    | 4 | 2 | 0 | 2 | 9  | 6  | +3 | 6 |
| 2. | Судан   | 4 | 2 | 0 | 2 | 5  | 6  | −1 | 6 |
| 3. | Конго   | 4 | 2 | 0 | 2 | 4  | 6  | −2 | 6 |

### Група 11
| М  | Команда  | І | В | Н | П | МЗ | МП | РМ | О |
| -- | -------- | - | - | - | - | -- | -- | -- | - |
| 1. | Замбія   | 4 | 2 | 1 | 1 | 2  | 1  | +1 | 7 |
| 2. | Того     | 4 | 2 | 0 | 2 | 8  | 3  | +5 | 6 |
| 3. | Есватіні | 4 | 1 | 1 | 2 | 2  | 8  | −6 | 4 |

Еритрея відмовилась від участі 25 березня 2008 і не була замінена.
Збірній Того було заборонено проводити домаші матчі на своїй території через насильство під час матчу проти збірної Малі, що проходив в рамках кваліфікації до Кубка африканських націй 2008

### Група 12
| М  | Команда | І | В | Н | П | МЗ | МП | РМ  | О  |
| -- | ------- | - | - | - | - | -- | -- | --- | -- |
| 1. | Єгипет  | 6 | 5 | 0 | 1 | 13 | 2  | +11 | 15 |
| 2. | Малаві  | 6 | 4 | 0 | 2 | 14 | 5  | +9  | 12 |
| 3. | Конго   | 6 | 3 | 0 | 3 | 14 | 6  | +8  | 9  |
| 4. | Джибуті | 6 | 0 | 0 | 6 | 2  | 30 | −28 | 0  |

### Підсумок другого кваліфікаційного раунду
До наступного раунду кваліфікувались 12 команд, що посіли перші місця в групах, та 8 команд, що посіли другі місця із найбільшою кількістю очок. Оскільки не всі групи мали однакову кількість команд через відмову збірної Еритреї і дискваліфікацію збірної Ефіопії, для підрахунку очок в групах із чотирма учасниками не враховувались очки, набрані в матчах з командою, що зайняла четверте місце.
| Група | Збірна     | І | В | Н | П | МЗ | МП | РМ | О |
| ----- | ---------- | - | - | - | - | -- | -- | -- | - |
| 8     | Руанда     | 4 | 3 | 0 | 1 | 7  | 3  | +4 | 9 |
| 2     | Кенія      | 4 | 2 | 1 | 1 | 6  | 3  | +3 | 7 |
| 9     | Туніс      | 4 | 2 | 1 | 1 | 4  | 3  | +1 | 7 |
| 11    | Того       | 4 | 2 | 0 | 2 | 8  | 3  | +5 | 6 |
| 5     | Габон      | 4 | 2 | 0 | 2 | 3  | 3  | 0  | 6 |
| 10    | Судан      | 4 | 2 | 0 | 2 | 5  | 6  | −1 | 6 |
| 12    | Малаві     | 4 | 2 | 0 | 2 | 3  | 4  | −1 | 6 |
| 7     | Мозамбік   | 4 | 1 | 2 | 1 | 5  | 3  | +2 | 5 |
| 6     | Гамбія     | 4 | 1 | 2 | 1 | 2  | 2  | 0  | 5 |
| 3     | Ангола     | 4 | 1 | 1 | 2 | 6  | 6  | 0  | 4 |
| 1     | Кабо-Верде | 4 | 1 | 0 | 3 | 3  | 7  | −4 | 3 |
| 4     | ПАР        | 4 | 0 | 1 | 3 | 0  | 4  | −4 | 1 |

## Третій раунд
20 учасників третього раунду були розділені на 5 груп. Жеребкуванняя відбулось 22 жовтня 2008 в  Цюриху, Швейцарія.
Переможці груп візьмуть участь у фінальній частині Чемпіонату світу 2010 року. Команди, що зайняли перші три місця в кожній групі візьмуть участь у розіграші Кубка африканських націй 2010.

### Жеребкування
Команди були поділені водповідно до  рейтингу ФІФА станом на жовтень 2008 (в дужках вказано місце в рейтингу). Групи складались із однієї команди з кожного кошика.
| Кошик 1                                                                  | Кошик 2                                                          | Кошик 3                                                                  | Кошик 4                                                                 |
| ------------------------------------------------------------------------ | ---------------------------------------------------------------- | ------------------------------------------------------------------------ | ----------------------------------------------------------------------- |
| Камерун (12) · Єгипет (22) · Гана (25) · Нігерія (27) · Кот-д'Івуар (29) | Гвінея (41) · Марокко (43) · Туніс (47) · Малі (53) · Алжир (56) | Буркіна-Фасо (63) · Габон (67) · Замбія (70) · Кенія (79) · Бенін (81) · | Руанда (87) · Того (91) · Мозамбік (100) · Судан (106) · Малаві (109) · |

| Легенда                                                                                       |
| --------------------------------------------------------------------------------------------- |
| Команди, що кваліфікувались в фінальну частину Чемпіонату світу і на Кубок африканських націй |
| Команди, що кваліфікувались на Кубок африканських націй                                       |
| Команди, що вибули з подальшої боротьби                                                       |

### Група A
| М  | Команда | І | В | Н | П | МЗ | МП | РМ | О  |
| -- | ------- | - | - | - | - | -- | -- | -- | -- |
| 1. | Камерун | 6 | 4 | 1 | 1 | 9  | 2  | +7 | 13 |
| 2. | Габон   | 6 | 3 | 0 | 3 | 9  | 7  | +2 | 9  |
| 3. | Того    | 6 | 2 | 2 | 2 | 3  | 7  | −4 | 8  |
| 4. | Марокко | 6 | 0 | 3 | 3 | 3  | 8  | −5 | 3  |

|         | Габон | Камерун | Марокко | Того |
| ------- | ----- | ------- | ------- | ---- |
| Габон   | —     | 0:2     | 3:1     | 3:0  |
| Камерун | 2:1   | —       | 0:0     | 3:0  |
| Марокко | 1:2   | 0:2     | —       | 0:0  |
| Того    | 1:0   | 1:0     | 1:1     | —    |

### Група B
| М  | Команда  | І | В | Н | П | МЗ | МП | РМ | О  |
| -- | -------- | - | - | - | - | -- | -- | -- | -- |
| 1. | Нігерія  | 6 | 3 | 3 | 0 | 9  | 4  | +5 | 12 |
| 2. | Туніс    | 6 | 3 | 2 | 1 | 7  | 4  | +3 | 11 |
| 3. | Мозамбік | 6 | 2 | 1 | 3 | 3  | 5  | −2 | 7  |
| 4. | Кенія    | 6 | 1 | 0 | 5 | 5  | 11 | −6 | 3  |

|          | Кенія | Мозамбік | Нігерія | Туніс |
| -------- | ----- | -------- | ------- | ----- |
| Кенія    | —     | 2:1      | 2:3     | 1:2   |
| Мозамбік | 1:0   | —        | 0:0     | 1:0   |
| Нігерія  | 3:0   | 1:0      | —       | 2:2   |
| Туніс    | 1:0   | 2:0      | 0:0     | —     |

### Група C
| М  | Команда | І | В | Н | П | МЗ | МП | РМ | О  |
| -- | ------- | - | - | - | - | -- | -- | -- | -- |
| 1. | Алжир   | 6 | 4 | 1 | 1 | 9  | 4  | +5 | 13 |
| 2. | Єгипет  | 6 | 4 | 1 | 1 | 9  | 4  | +5 | 13 |
| 3. | Замбія  | 6 | 1 | 2 | 3 | 2  | 5  | −3 | 5  |
| 4. | Руанда  | 6 | 0 | 2 | 4 | 1  | 8  | −7 | 2  |

|        | Алжир | Єгипет | Замбія | Руанда |
| ------ | ----- | ------ | ------ | ------ |
| Алжир  | —     | 3:1    | 1:0    | 3:1    |
| Єгипет | 2:0   | —      | 1:1    | 3:0    |
| Замбія | 0:2   | 0:1    | —      | 1:0    |
| Руанда | 0:0   | 0:1    | 0:0    | —      |

- Алжир та Єгипет закінчили груповий турнір з однаковими показниками, тому був проведений додатковий поєдинок за результатами якого Алжир кваліфікувався в фінальну частину Чемпіонату світу.

### Група D
| М  | Команда | І | В | Н | П | МЗ | МП | РМ | О  |
| -- | ------- | - | - | - | - | -- | -- | -- | -- |
| 1. | Гана    | 6 | 4 | 1 | 1 | 9  | 3  | +6 | 13 |
| 2. | Бенін   | 6 | 3 | 1 | 2 | 6  | 5  | +1 | 10 |
| 3. | Малі    | 6 | 2 | 3 | 1 | 8  | 7  | +1 | 9  |
| 4. | Судан   | 6 | 0 | 1 | 5 | 2  | 9  | −7 | 1  |

|       | Бенін | Гана | Малі | Судан |
| ----- | ----- | ---- | ---- | ----- |
| Бенін | —     | 1:0  | 1:1  | 1:0   |
| Гана  | 1:0   | —    | 2:2  | 2:0   |
| Малі  | 3:1   | 0:2  | —    | 1:0   |
| Судан | 1:2   | 0:2  | 1:1  | —     |

### Група E
| М  | Команда      | І | В | Н | П | МЗ | МП | РМ  | О  |
| -- | ------------ | - | - | - | - | -- | -- | --- | -- |
| 1. | Кот-д'Івуар  | 5 | 4 | 1 | 0 | 16 | 4  | +12 | 13 |
| 2. | Буркіна-Фасо | 5 | 3 | 0 | 2 | 9  | 11 | −2  | 9  |
| 3. | Малаві       | 6 | 1 | 1 | 4 | 4  | 11 | −7  | 4  |
| 4. | Гвінея       | 5 | 1 | 0 | 4 | 7  | 14 | −7  | 3  |

|              | Буркіна-Фасо | Гвінея | Кот-д'Івуар | Малаві |
| ------------ | ------------ | ------ | ----------- | ------ |
| Буркіна-Фасо | —            | 4:2    | 2:3         | 1:0    |
| Гвінея       | 1:2          | —      | 1:2         | 2:1    |
| Кот-д'Івуар  | 5:0          | 3:0    | —           | 5:0    |
| Малаві       | 0:1          | 2:1    | 1:1         | —      |

## Найкращі бомбардири
Станом на 12 жовтня 2008.
| Гравець                 | Країна       | К-ть голів |
| ----------------------- | ------------ | ---------- |
| Мумуні Дагано           | Буркіна-Фасо | 9          |
| Самуель Ето'о           | Камерун      | 6          |
| Разак Омотойоссі        | Бенін        | 6          |
| Фредерік Кануте         | Малі         | 6          |
| Ісмаель Бангура         | Гвінея       | 5          |
| Денніс Оліч             | Кенія        | 5          |
| Еммануель Адебайор      | Того         | 5          |
| Шабані Нонда            | ДР Конго     | 4          |
| Джуніор Агого           | Гана         | 4          |
| Фанева Іма Андріантсіма | Мадагаскар   | 4          |
| Сейду Кейта             | Малі         | 4          |
| Юссеф Сафрі             | Марокко      | 4          |